# Natalus mexicanus
Natalus mexicanus is een vleermuis uit het geslacht Natalus.

## Kenmerken
Deze soort heeft twee- of driekleurige haren, terwijl die van N. stramineus meestal eenkleurig zijn. Daarnaast zijn de voeten minder harig en heeft N. mexicanus twee tot vier plooien aan de zijkant van de oren, terwijl N. lanatus er hoogstens één heeft. Voor mannetjes bedraagt de voorarmlengte 35,3 tot 40,6 mm, de tibialengte 17,7 tot 21,9 mm, de oorlengte 12,2 tot 15,9 mm, het gewicht 4,0 tot 8,0 g en de schedellengte 15,3 tot 16,5 mm, voor vrouwtjes bedraagt de voorarmlengte 34,0 tot 39,7 mm, de tibialengte 17,6 tot 21,8 mm, de oorlengte 13,7 tot 15,5 mm, het gewicht 3,5 tot 7,0 g en de schedellengte 15,2 tot 16,3 mm.

## Soortenbeschrijving
In sommige classificaties werden binnen het huidige concept van N. mexicanus twee ondersoorten erkend (mexicanus in Sonora en Zuid-Neder-Californië en saturatus Dalquest & Hall, 1949 in de rest van de verspreiding), maar deze twee vormen verschillen nauwelijks. In hetzelfde gebied als N. mexicanus komt ook N. lanatus voor, een soort die lange tijd met N. mexicanus (toen nog N. stramineus) werd verward. 

## Verspreiding
Deze soort komt voor van Zuid-Neder-Californië en Sonora in Mexico tot Panama. Deze soort wordt vaak als een ondersoort van N. stramineus uit de Kleine Antillen gezien, maar verschilt daarvan door de vorm van de snijtanden: bij N. mexicanus zit de basis van de eerste bovensnijtand (I1) iets boven die van de tweede (I2), terwijl deze bases bij N. stramineus op gelijke hoogte zitten.